# Uda (Pazifik)
Die Uda (russisch Уда, auch Ud genannt) ist ein 457 km langer Fluss im Fernen Osten Russlands.
Sie entspringt in der Region Chabarowsk an der Nordflanke des Dschagdygebirges und fließt in leicht nordöstlicher Richtung zum Ochotskischen Meer, einem nordwestlichen Randmeer des Pazifiks. Bei Tschumikan mündet die Uda in die Udabucht, den westlichsten Teil des Meeres. Östlich der Udamündung liegen die Schantarinseln. 
Das Einzugsgebiet der Uda umfasst 61.300 km². Ihre mittlere Wasserführung beträgt 510 m³/s. Der Fluss ist von Ende Oktober/Anfang November bis zum Mai vereist. 
Im Fluss laichen Lachse.